# Slovenský fotbalový svaz
Slovenský fotbalový svaz (slovensky Slovenský futbalový zväz) zkráceně SFZ, je nejvyšší fotbalový orgán ve slovenském fotbalu, futsalu a plážovém fotbalu. Vznikl v roce 1938. Organizuje slovenské fotbalové soutěže (např. 1. slovenská fotbalová liga). Sídlí v Tomášikovej ulici v Bratislavě a od roku 1994 je členem FIFA. Členem UEFA se stal v roce 1993. Prezidentem je Ján Kováčik.